# 陈撷芬
陳擷芬（1883年—1923年），筆名楚南女子，女，祖籍湖南衡山，生于江蘇陽湖（今常州），中国近代报人。

## 生平
1899年在上海創辦《女報》，不久即停刊。1902年重新以月報型式出刊《女報》，1903年改名《女學報》繼續出版。其父是《蘇報》館長陳範，從小受父親影響深遠，思想觀念不同於當時女子較為先進，後來《蘇報》被清廷查封，連帶有時稱女蘇報的《女學報》也受影響，她與父親便逃亡至日本，此後繼續在日出版《女學報》。